# Bolschoje Derewenskoje
Bolschoje Derewenskoje (russisch Большое Деревенское, bis 1997 Bolschaja Derewnja, deutsch Dunkershöfen) ist ein kleiner Ort in der russischen Oblast Kaliningrad. Er gehört zur kommunalen Selbstverwaltungseinheit Stadtkreis Gurjewsk im Rajon Gurjewsk.

## Geographische Lage
Bolschoje Derewenskoje liegt zehn Kilometer nordöstlich der Oblasthauptstadt Kaliningrad (Königsberg) und einen Kilometer nördlich der Rajonstadt Gurjewsk (Neuhausen). 500 Meter nordwestlich von Bolschoje Derewenskoje stand ehemals die Mühle Stantau (heute russisch: Mitino). Gurjewsk-Zentr ist die nächste Bahnstation und liegt an der Bahnstrecke Kaliningrad–Sowetsk (Königsberg–Tilsit).

## Geschichte
Der bis 1945 bestehende Gutsbezirk Dunkershöfen wurde am 30. April 1874 in den neu gebildeten Amtsbezirk Neuhausen (russisch: Gurjewsk) eingegliedert und gehörte bis 1939 zum Landkreis Königsberg (Preußen), von 1939 bis 1945 zum Landkreis Samland im Regierungsbezirk Königsberg der preußischen Provinz Ostpreußen.
Im Jahre 1910 zählte Dunkershöfen 46 Einwohner.
Am 30. September 1928 verlor Dunkershöfen seine Eigenständigkeit, indem es sich mit dem Gutsbezirk Kleinheide zur neuen Landgemeinde Kleinheide (heute nicht mehr existent) vereinigte. Am 1. April 1938 wurde dann Kleinheide in die Gemeinde Neuhausen integriert.
Im Jahre 1945 kam Dunkershöfen mit dem nördlichen Ostpreußen zur Sowjetunion. Im Jahr 1950 erhielt der Ort die russische Bezeichnung Bolschaja Derewnja und wurde gleichzeitig dem Dorfsowjet Kosmodemjanski selski Sowet im Rajon Gurjewsk zugeordnet. Später gelangte der Ort in den Kutusowski selski Sowet. Im Jahr 1997 wurde der Ort in Bolschoje Derewenskoje umbenannt. Von 2008 bis 2013 gehörte der Ort zur Landgemeinde Kutusowskoje selskoje posselenije und seither zum Stadtkreis Gurjewsk.

## Kirche
Die fast ausnahmslos evangelische Einwohnerschaft von Dunkershöfen war bis 1945 in das Kirchspiel Gurjewsk (Neuhausen) eingepfarrt und gehörte somit zum Kirchenkreis Königsberg-Land II in der Kirchenprovinz Ostpreußen der Kirche der Altpreußischen Union. Letzter deutscher Geistlicher war Pfarrer Herbert Schott. Heute liegt Bolschoje Derewenskoje im Einzugsbereich der evangelisch-lutherischen Auferstehungskirche in Kaliningrad (Königsberg), der Hauptkirche der Propstei Kaliningrad der Evangelisch-lutherischen Kirche Europäisches Russland (ELKER).